# خفاش میوه‌خوار بینی‌لوله‌ای جزیره
خفاش میوه‌خوار بینی‌لوله‌ای جزیره (نام علمی: Nyctimene major) نام یک گونه از سرده خفاش‌های میوه‌خوار بینی‌لوله‌ای است.